# La Chambre des morts
Pour l’article homonyme, voir La Chambre des morts (film).
La Chambre des morts est un roman policier de Franck Thilliez, paru en 2005 aux Éditions Le Passage. Le roman a reçu le prix des lecteurs Quais du Polar 2006, ainsi que le Prix SNCF du polar français en 2007.

## Présentation

### Résumé
Une nuit de décembre 2003, dans la banlieue de Dunkerque, deux amis Sylvain et Vigo se vengent de l'aciérie qui vient de les licencier en taguant ses murs.
Alors qu'ils quittent les lieux en voiture et foncent tous feux éteints sur l'impasse conduisant à un champ d'éoliennes, ils renversent accidentellement un homme, qui meurt sur le coup. Vigo découvre que l'individu transportait un sac contenant deux millions d’euros, et force Sylvain au mutisme prétextant la peur de la prison pour conduite en état d'ivresse et au-delà des limites de vitesse autorisées. Comme ils pensent n'avoir aucun témoin, Vigo finit par convaincre Sylvain de l'aider à se débarrasser du cadavre, d'autant que la somme transportée par l'homme leur fait imaginer leur victime en malfaiteur, et qu'ils pourraient garder cet argent pour mettre un terme à leur précarité.
Le lendemain, le cadavre d'une fillette « Mélodie Cunar » est retrouvé dans un entrepôt donnant sur le lieu de l'accident. Il s'avère qu'elle avait été kidnappée, et que l'homme renversé était son père qui apportait la rançon dans l'espoir de la libérer. Le ravisseur, ayant assisté à la scène et comprenant qu'il ne pourrait s'emparer de l'argent, décide d'assassiner la petite fille.
La manière dont le corps a été mis en scène, la cécité de Mélodie qui n'aurait donc pas pu reconnaître le tueur, et le fait qu’une autre fille « Éléonore » d'un milieu beaucoup plus modeste (duquel il serait difficile de tirer une rançon) soit enlevée peu après, font penser aux enquêteurs que le mobile du crime n'est pas seulement d'ordre crapuleux. Parmi eux se trouve le brigadier Lucie Henebelle, dont les qualités de profilage étonnent sa hiérarchie.
La seconde fille enlevée est diabétique, et ne peut survivre que quarante heures avec les médicaments dont elle disposait sur elle au moment de l'enlèvement. Les enquêteurs doivent donc faire vite.

### Personnages
- Lucie Henebelle : une simple brigadier de 29 ans[c 2], au commissariat de Dunkerque.
- Pierre Norman : un lieutenant du commissariat de Dunkerque, supérieur de Lucie.
- Mélodie Cunar : la fillette aveugle assassinée.
- Sylvain Coutteure : le chômeur marié à Nathalie.
- Vigo Nowak : le chômeur frère de Stanislas.
- Stanislas Nowak : un expert de la police scientifique de Lille
- Raviez : le capitaine du commissariat de Dunkerque.
- Éléonore Leclerc : la diabétique de treize ans kidnappée dans Dunkerque.
- Viviane Delahaie :
- Clarice Vervaecke : vétérinaire.

### Lieux
L'histoire se déroule à Dunkerque et Grande-Synthe sa banlieue industrielle.

## Accueil critique
Le roman a reçu le prix des lecteurs Quais du Polar 2006, ainsi que le Prix SNCF du polar français en 2007.

## Adaptation au cinéma
Alfred Lot a réalisé le film La Chambre des morts en 2007.